# SoundCloud
SoundCloud（サウンドクラウド）は、ドイツのベルリンに拠点を置くSoundCloud Limitedが運営する音声ファイル共有サービス。

## 概要
2013年7月の時点で、プロのミュージシャンも含めて約4000万人の登録ユーザー、約2億人のリスナーが利用している。ユーザー登録する事により、音声ファイルの投稿および音声を録音し投稿する事ができる。音声ファイル投稿量の制限は、容量ではなく総時間120分迄。ユーザー登録をしていない場合でも、他のユーザーが投稿した音声・音楽を無料で聴く事ができる。対応している言語はドイツ語、アメリカ英語、スペイン語、フランス語、イタリア語、オランダ語、ブラジルポルトガル語（2017年5月6日現在）。
投稿された音声は、再生ボタンと波形表示バー、下部にコメント覧が表示され、再生に合わせてコメントがポップアップ表示される仕組みのプレイヤーとなっている。このプレイヤーは外部埋め込みが可能。Twitter・Facebook・Google等のサービスとの連携が可能で、Facebook及びGoogleのアカウントを介してユーザー登録も可能。

## 歴史
2007年に、スウェーデンのストックホルムでアレックス・リュングとエリック・ウォールフォースによって発案され、同年8月にドイツのベルリンで設立。設立の主旨は、ミュージシャン同士が音声ファイルを共有する事を目的としたものであったが、次第にミュージシャンが音声ファイルを配布・公開できる場所にする為のサービスへと方針を変化させていった。
その後、同様に音楽を投稿する事のできるサービスであるMyspaceとの優位性に挑戦すべく、投稿された作品にリスナーがコメントを残せる機能等を導入。
2012年12月に、新しいレイアウトを一般ユーザー向けにリリース。 その他、SoundCloud内をブラウジングしながら、音声の再生を維持する機能、コメントの表示が波形に重ならないように仕様を変更するなどした。2014年5月、古いバージョンのレイアウトを廃止する事を発表。
2016年9月、SpotifyがSoundCloudの買収に向けた交渉を進めていることをフィナンシャル・タイムズが報じた。その後12月に、Spotifyが買収計画を断念したことがTechCrunchによって明らかとなった。
2017年3月、クレオス・キャピタル、デイヴィットソン・テクノロジー成長債務基金、アレス・キャピタルなどから7000万ドルの融資を2017年3月10日に受けていたことがOnebox Newsによって明らかになった。

### 登録ユーザー数の推移
- 2010年5月 - 登録ユーザーが100万人に達したと発表[8]。
- 2011年6月15日 - 登録ユーザーが500万人に達したと発表。
- 2012年1月23日 - 登録ユーザーが1000万人に達したと発表[9]。
- 2013年7月 - 登録ユーザーが4000万人に達したと発表[2]。